# Langwellenrundfunk
Der Begriff Langwellenrundfunk bezeichnet den Rund- bzw. Hörfunk im Langwellenband. Hierfür ist der Frequenzbereich zwischen 148,5 kHz und 283,5 kHz vorgesehen. Er dient heute überwiegend zur terrestrischen Ausstrahlung von nationalen Hörfunkprogrammen über die Landesgrenzen hinaus, daneben auch wie der Kurzwellenrundfunk zur Verbreitung fremdsprachiger Programme für Hörer in anderen Ländern. Aus Deutschland, Österreich und der Schweiz wird kein Hörfunkprogramm mehr im Langwellenband abgestrahlt. Zum Jahreswechsel 2014/2015 wurden, abgesehen vom erst am 31. Dezember 2019 abgeschalteten französischsprachigen Europe 1, letzte Sender abgeschaltet.

## Charakteristika
Ein Vorteil der Langwelle ist die große Reichweite der Bodenwelle (bis über 1000 km), sodass mit einem einzigen Sender große Flächen mit einem stabilen Signal versorgt werden können. Hierbei werden oft sehr leistungsstarke Sender eingesetzt (bis zu 2000 kW). Raumwellenausbreitung hat eine geringere Bedeutung als bei höheren Frequenzen, sodass Störungen durch Nahbereichsfading (Überlagerung von Boden- und Raumwelle in der Nacht) kaum auftreten. Nachteilig ist die geringe Zahl der zur Verfügung stehenden Kanäle (15).
Im Langwellenbereich sind der natürliche (durch Gewitter usw.) und künstliche Störpegel (siehe EMV-Belastung) sehr hoch. Das zwingt zu hohen Sendeleistungen. Zusätzlich erfordert die große Wellenlänge sehr große Antennenanlagen (siehe Senderbeschreibungen unten). Entsprechend sind die Betriebskosten eines Langwellensenders sehr hoch.
Der Rundfunk-Langwellenbereich wird nur in Europa, den GUS-Staaten, der Mongolei, dem Nahen Osten und Nordafrika – auch als Zone 1 bezeichnet – von Rundfunksendern benutzt. Auf dem amerikanischen Kontinent sowie in Südostasien, Australien und Ozeanien steht das Langwellenband nicht für Rundfunksendungen zur Verfügung.
Die Langwellenfrequenzen für Rundfunk sind in einem 9-kHz-Raster (↑ siehe Kanalraster) vergeben. Wegen der geringen Anzahl der zur Verfügung stehenden Übertragungskanäle für Rundfunk im Langwellenbereich (15 Kanäle) kann jede Frequenz mehreren Sendern zugewiesen werden. Wegen der großen Reichweite der bei Nacht auftretenden Raumwelle (diurnal phase shift) müssen nach im Genfer Wellenplan festgelegten Regeln viele leistungsstarke Stationen ihre Sendeleistung drosseln oder mit einer Richtstrahlantenne arbeiten, um gegenseitige Störungen zu verringern. Manche Stationen müssen während der Nachtstunden ihren Betrieb einstellen. Trotzdem ist es möglich, dass auf einer Frequenz während der Nachtstunden mehrere Sender zu hören sind – wie im Mittelwellenbereich. Mit einer richtungsempfindlichen Empfangsantenne, wie einer Ferrit- oder Rahmenantenne, kann man durch Drehen der Antenne Abhilfe schaffen, sofern beide Sender nicht in einer Richtung liegen.
Der Langwellenbereich wird auch für andere Dienste benutzt. Die bekanntesten sind die Zeitzeichensender wie zum Beispiel DCF77 in Mainflingen. Auch der Amateurfunkdienst nutzt den Bereich zum Beispiel für LowFER.

## Rundfunksender im Langwellenbereich
In einigen Ländern Europas bestehen leistungsstarke Sender. Der öffentlich-rechtliche Sender BBC Radio 4 beispielsweise ist in Deutschland sehr leicht auf der Frequenz 198 kHz zu empfangen.
Sender im Langwellenbereich sind nur in Europa, Nordafrika und der Mongolei aktiv. Früher gab es auch Langwellensender in Kleinasien, in der UdSSR und auf der arabischen Halbinsel.
| Frequenz | Sendername               | Land           | Ort            | Art der Sendeantenne                                                                | Sendeleistung | Bemerkungen                                                        |
| -------- | ------------------------ | -------------- | -------------- | ----------------------------------------------------------------------------------- | ------------- | ------------------------------------------------------------------ |
| 153 kHz  | SRR Antena Satelor       | Rumänien       | Braşov         | T-Antenne an zwei abgespannten Sendemasten von 250 Metern Höhe                      | 200 kW        |                                                                    |
| 162 kHz  | (AMDS-Zeitzeichensender) | Frankreich     | Allouis        | zwei obengespeiste 350 Meter hohe abgespannte Stahlfachwerkmasten                   | 1100 kW       | Bis 31.12.2016 23:59 MEZ mit Audio von France Inter                |
| 164 kHz  | Mongolyn Radio 1         | Mongolei       | Ulaanbaatar    |                                                                                     | 250 kW        |                                                                    |
| 171 kHz  | Medi 1 Radio / مدي 1     | Marokko        | Nador          | Richtantenne, drei 380 Meter hohe abgespannte Stahlfachwerkmasten                   | 1600 kW       |                                                                    |
| 198 kHz  | BBC Radio 4              | Großbritannien | Droitwich      | T-Antenne an zwei abgespannten gegen Erde isolierten Sendemasten von 213 Meter Höhe | 500 kW        | nachts BBC World Service, wird zum 26. September 2026 abgeschaltet |
| 198 kHz  | BBC Radio 4              | Großbritannien | Burghead       | Rundstrahlantenne, abgespannter Sendemast                                           | 50 kW         | wird zum 26. September 2026 abgeschaltet                           |
| 198 kHz  | BBC Radio 4              | Großbritannien | Westerglen     | Rundstrahlantenne, abgespannter Sendemast von 152 Metern Höhe                       | 50 kW         | wird zum 26. September 2026 abgeschaltet                           |
| 209 kHz  | Mongolyn Radio 1         | Mongolei       | Tschoibalsan   | unbekannt                                                                           | 40 kW         | [ 4 ]                                                              |
| 209 kHz  | Mongolyn Radio 1         | Mongolei       | Dalanzadgad    | unbekannt                                                                           | 40 kW         | [ 5 ]                                                              |
| 209 kHz  | Mongolyn Radio 1         | Mongolei       | Ölgii          | unbekannt                                                                           | 40 kW         | [ 6 ]                                                              |
| 225 kHz  | Polskie Radio 1          | Polen          | Solec Kujawski | Richtantenne, zwei abgespannte obengespeiste Sendemasten mit 330 m und 289 m Höhe   | 1000 kW       | früher Senderstandort Konstantynów, nachts mit 700 kW              |
| 227 kHz  | Mongolyn Radio 1         | Mongolei       | Altai          |                                                                                     | 40 kW         |                                                                    |
| 252 kHz  | RA Chaîne 3              | Algerien       | Tipaza         | Rundstrahlantenne, abgespannter 355 Meter hoher Stahlfachwerkmast                   | 1500 kW       | französisches Programm; nachts mit halber Leistung                 |

## Historische Langwellensender
In den letzten Jahrzehnten zeigt sich international ein Trend zur allmählichen Abschaltung von Langwellensendern (↑ siehe auch Analogabschaltung). Dieser Tendenz folgend wurde die Ausstrahlung der Programme des Deutschlandfunks auf 153 kHz (Sender Donebach) und 207 kHz (Sender Aholming) sowie von Deutschlandsender (später Stimme der DDR, nach 1989 DS Kultur und Deutschlandradio Kultur) auf 177 kHz (Sender Zehlendorf) beendet. Diese Frequenz wurde zum 31. Dezember 2014 eingestellt.
Hier folgt eine Auflistung ehemals bedeutsamer Langwellensender, wie sie häufig noch auf der Skala älterer Radioempfänger aufgedruckt sind:
| Frequenz | Sendername                              | Land          | Ort                        | Art der Sendeantenne | Sendeleistung | Bemerkungen |
| -------- | --------------------------------------- | ------------- | -------------------------- | --- | ------------- | --- |
| 153 kHz  | Deutschlandfunk                         | Deutschland   | Donebach                   | Richtantenne, zwei obengespeiste 363 Meter hohe abgespannte Stahlfachwerkmasten | 500 kW        | zum 31. Dezember 2014 abgeschaltet |
| 153 kHz  | Radio Majak                             | Turkmenistan  | Aşgabat                    | | 650 kW        | |
| 153 kHz  | Radio Junost                            | Russland      | Taldom                     | | 300/150 kW    | |
| 153 kHz  | NRK P1                                  | Norwegen      | Ingøy                      | Rundstrahlantenne, obengespeister 362 Meter hoher, abgespannter Stahlfachwerkmast | 100 kW        | zum 1. Dezember 2019 abgeschaltet |
| 153 kHz  | RA Chaîne 1                             | Algerien      | Bechar                     | drei abgespannte, 357 Meter hohe Stahlfachwerkmasten | 2000 kW       | |
| 162 kHz  | TRT Radyo-4                             | Türkei        | Ağrı                       | zwei abgespannte Stahlfachwerkmasten, Höhe: 250 Meter | 1000 kW       | 2008 stillgelegt |
| 162 kHz  | Radio Bashkortostan                     | Russland      | Ufa                        | | 150 kW        | |
| 162 kHz  | Radio Taschkent 1                       | Usbekistan    | Taschkent                  | | 150 kW        | |
| 162 kHz  | Radio Taimyr/Radio Rossii               | Russland      | Norilsk                    | | 150 kW        | |
| 171 kHz  | Radio Rossii                            | Russland      | Bolschakowo                | | 150/75 kW     | |
| 171 kHz  | Radio Tschetschnja Swobodnaja           | Russland      | Krasnodar-Tbilisskaja      | | 1200 kW       | |
| 171 kHz  | Radio Belarus                           | Belarus       | Sasnowy                    | 353 Meter hoher abgespannter Stahlfachwerkmast | 1000 kW       | 2000 abgeschaltet |
| 171 kHz  | Radio Sacha/Radio Rossii                | Russland      | Jakutsk                    | | 150 kW        | 2014 stillgelegt |
| 171 kHz  | Radio Tomsk/Radio Rossii                | Russland      | Ojasch                     | | 250 kW        | Ende 2013 stillgelegt |
| 177 kHz  | Stimme der DDR/ Deutschlandradio Kultur | Deutschland   | Zehlendorf                 | Rundstrahlantenne, Reusenantenne an 359,7 Meter hohem abgespannten geerdeten Stahlfachwerkmast. | 500 kW        | zum 31. Dezember 2014 abgeschaltet |
| 180 kHz  | TRT Radyo-2                             | Türkei        | Polatlı                    | abgespannter Stahlfachwerkmast, Höhe: 250 Meter | 1200 kW       | 2008 stillgelegt |
| 180 kHz  | Radio Kamtschatka/Radio Rossii          | Russland      | Petropawlowsk-Kamtschatski | | 150 kW        | |
| 180 kHz  | Radio Kasachstan 1                      | Kasachstan    | Almaty                     | | 500 kW        | |
| 180 kHz  | Radio Majak                             | Kasachstan    | Aqtöbe                     | |               | |
| 183 kHz  | Europe 1                                | Deutschland   | Felsberg-Berus             | Richtantenne, vier gegen Erde isolierte abgespannte Stahlfachwerkmaste von 270, 276, 280 und 282 Meter Höhe, Reserveantenne zwei gegen Erde isolierte 234 Meter hohe Stahlfachwerkmaste (letztere wurden nach Umbau im Oktober 2015 Hauptsendeantenne) – Sprengung aller noch vorhandenen Masten am 27. Oktober 2020 | 1.500 kW      | Programm des französischen Privatsenders EUROPE 1; Sender im Saarland, da bei Gründung Privatrundfunk in Frankreich nicht erlaubt war; stärkster deutscher Rundfunksender, Haupt-Abstrahlrichtung Südwest. Abgeschaltet am 31. Dezember 2019 |
| 189 kHz  | RAI Radio Uno                           | Italien       | Caltanissetta              | Rundstrahlantenne, abgespannter Stahl-Fachwerkmast, Höhe 282 Meter | 1 kW          | Leistung im August 2004 von 10 auf 1 kW reduziert, am 19. Januar 2005 abgeschaltet. Am 23. Juli 2025 wurde der Sendemast aufgrund von Bauschäden abgerissen.                                                                                 |
| 189 kHz  | SSM Sakartvelos Radio                   | Georgien      | Tiflis                     | abgespannter Stahlfachwerkmast | 100 kW        | mittlerweile demontiert |
| 189 kHz  | Sveriges Radio                          | Schweden      | Motala                     | T-Antenne an zwei Sendemasten von 120 Metern Höhe |               | nur noch selten und mit sehr geringer Leistung aktiv |
| 189 kHz  | Rás 1/Rás 2                             | Island        | Gufuskálar                 | Rundstrahlantenne, 412 Meter hoher, gegen Erde isolierter, abgespannter Sendemast | 100 kW        | seit 5. September 2024 wegen einer technischer Störung inaktiv, am 17. Oktober 2024 endgültig stillgelegt. |
| 198 kHz  | PR BIS                                  | Polen         | Raszyn                     | Rundstrahlantenne, 335 Meter hoher, gegen Erde isolierter Sendemast | 200 kW        | |
| 198 kHz  | TRT Radyo-1                             | Türkei        | Etimesgut                  | | 120 kW        | |
| 198 kHz  | Radio Majak                             | Russland      | Moskau-Kurovskaja          | | 150 kW        | |
| 198 kHz  | Radio Majak                             | Russland      | Sankt Petersburg – Olgino  | Rundstrahlantenne, 205 Meter hoher Sendemast | 150 kW        | |
| 198 kHz  | Radio Majak                             | Russland      | Ufa, Irkutsk               | | 150 kW        | |
| 198 kHz  | RA Chaîne 1                             | Algerien      | Ouargla                    | Richtantenne, drei abgespannte Stahlfachwerkmasten | 2000 kW       | |
| 207 kHz  | Rás 1/Rás 2                             | Island        | Eiðar                      | Rundstrahlantenne, 220 Meter hoher, gegen Erde isolierter Stahlfachwerkmast | 50 kW         | Programmverbreitung am 27. Februar 2023 eingestellt, Sendemast am 1. März 2023 gesprengt |
| 207 kHz  | Deutschlandfunk                         | Deutschland   | Aholming                   | Richtantenne, 2 obengespeiste 265 Meter hohe abgespannte Stahlfachwerkmasten | 500 kW        | zum 31. Dezember 2014 abgeschaltet |
| 207 kHz  | RTM A                                   | Marokko       | Azilal                     | | 400 kW        | seit 2017 inaktiv |
| 207 kHz  | Radio Amman                             | Jordanien     | Al Karanah                 | | 600 kW        | |
| 207 kHz  | Ukrainske Radio 1                       | Ukraine       | Browary                    | zwei gegen Erde isolierte 259,6 Meter hohe, abgespannte Stahlfachwerkmasten, deren Unterteil mit einer Reusenantenne ausgestattet ist | 500 kW        | |
| 207 kHz  | Radio Majak                             | Russland      | Tynda                      | | 150 kW        | |
| 216 kHz  | Radio Monte Carlo/Trans World Radio     | Frankreich    | Roumoules                  | Richtantenne, drei 300 Meter hohe abgespannte Stahlfachwerkmasten, 330 Meter hoher Sendemast als Reserveantenne | 1400/900 kW   | zum 28. März 2020 abgeschaltet |
| 216 kHz  | Radio Aserbaijan 1                      | Aserbaidschan | Baku                       | | 500 kW        | |
| 216 kHz  | NRK P1                                  | Norwegen      | Kløfta                     | T-Antenne an zwei je 230 Meter hohen abgespannten Stahlfachwerkmasten | 200 kW        | im Januar 1995 stillgelegt |
| 225 kHz  | TRT-GAP                                 | Türkei        | Van                        | abgespannter Stahlfachwerkmast, Höhe: 250 Meter | 600 kW        | |
| 225 kHz  | Radio Rossii                            | Russland      | Surgut                     | | 500 kW        | |
| 234 kHz  | RTL                                     | Luxemburg     | Beidweiler                 | Richtantenne, drei 290 Meter hohe abgespannte geerdete Stahlfachwerkmasten mit Vertikalreusen | 750 kW        | Reservesenderstandort Junglinster; französisches Programm; nachts mit halber Leistung; wurde zum 1. Januar 2023 abgeschaltet. |
| 234 kHz  | Moskau 1                                | Moldawien     | Grigoriopol                | | 1000 kW       | |
| 234 kHz  | Moskau 1                                | Russland      | Krasny Bor                 | Reusenantenne an 271,5 Meter hohen abgespannten Stahlfachwerkmast | 2000 kW       | |
| 234 kHz  | Voice of Armenia                        | Armenien      | Gawar                      | | 500 kW        | |
| 243 kHz  | Danmarks Radio                          | Dänemark      | Kalundborg                 | Alexanderson-Antenne Richtung 153/333 Grad, zwei 118 m hohen geerdeten Stahlturm-Strahler mit Topkapacitanz-Drähten verbunden | 50 kW         | nur wenige Stunden am Tag in Betrieb, wurde am 31. Dezember 2023 um 18:35 Uhr MEZ dauerhaft abgeschaltet. |
| 243 kHz  | Radio Kasachstan 1                      | Kasachstan    | Qaraghandy                 | | 1200 kW       | |
| 243 kHz  | Radio Kasachstan 2                      | Kasachstan    | Almaty                     | | 1200 kW       | |
| 252 kHz  | Yleisradio                              | Finnland      | Lahti                      | T-Antenne an zwei abgespannten Sendemasten von 150 Metern Höhe | 200 kW        | seit 1993 Rundfunkmuseum |
| 252 kHz  | Radio Liberty                           | Armenien      | Jerewan                    | | 150 kW        | |
| 252 kHz  | RTÉ Radio 1                             | Irland        | Summerhill                 | Rundstrahlantenne, abgespannter gegen Erde isolierter Stahlfachwerkmast von 248 Metern Höhe | 150 kW        | Am 18. April 2023 um 10:59 Uhr irischer Zeit wurde der Sender komplett abgeschaltet. |
| 261 kHz  | Radio Wolga/ Radioropa Info             | Deutschland   | Burg                       | Rundstrahlantenne, Reusenantenne an geerdetem Stahlfachwerkmast von 324 Metern Höhe, gegen Erde isolierter Rohrmast von 210 Metern Höhe | 50 kW         | abgeschaltet am 31. Dezember 2001 |
| 261 kHz  | Radio Rossii                            | Russland      | Taldom                     | Rundstrahlantenne, Kreisgruppenantenne, abgespannter Zentralmast von 275 Metern Höhe, umgeben von fünf auf einem Kreis um diesen gelegenen abgespannten Sendemasten | 250 kW        | |
| 261 kHz  | BNR Radio Horizont                      | Bulgarien     | Vakarel                    | zigarrenförmiger 215 Meter hoher Sendemast (Blaw-Knox-Sendeturm) | 75 kW         | abgeschaltet zum 31. Dezember 2014 |
| 270 kHz  | Moskau 1                                | Russland      | Chabarowsk                 | | 150 kW        | |
| 270 kHz  | Český rozhlas 1 (Radiožurnál)           | Tschechien    | Topolná                    | Richtstrahlantenne (Strahlungsmaximum in Ost-West-Richtung), Reusenantennen an 2 geerdeten abgespannten Stahlfachwerkmasten von 270 Metern Höhe | 50 kW         | abgeschaltet 31. Dezember 2021 |
| 270 kHz  | Radio Rossii                            | Russland      | Orenburg                   | | 50 kW         | |
| 279 kHz  | Radio Majak                             | Russland      | Jekaterinburg              | Rundstrahlantenne, obengespeister 256 Meter hoher, abgespannter Stahlfachwerkmast | 50 kW         | |
| 279 kHz  | Radio Belarus 1                         | Belarus       | Sasnowy                    | | 500 kW        | abgeschaltet am 31. März 2016 |
| 279 kHz  | Radio Ashgabat 1                        | Turkmenistan  | Aşgabat                    | | 150 kW        | aufgrund Senderdefekts nur sporadisch und mit schwacher Modulation aktiv. |

## Langwellensender über Kabelanlagen
Ab Ende 1931 bis Ende 1997 wurden in der Schweiz sechs Programme (Kanalraster 33 kHz) mittels eines Drahtfunk-Verfahrens zur Übermittlung von Rundfunkprogrammen über Telefonleitungen übertragen. Telefonrundspruch, so der Name, war nicht nur in schlecht mit Rundfunk versorgten Gebieten beliebt. Die Tonqualität dieser Programme war deutlich besser als die der anderen Langwellensendern. Eigens für diese Technik entwickelte Empfänger wurden dazu benötigt. Auch handelsübliche Langwellenempfänger konnten für den Empfang genutzt werden, jedoch konnten damit nur fünf Programme mit der für solche Geräte üblichen Audiobandbreite empfangen werden. Da sich Kanal 6 (340 kHz) außerhalb des definierten Bereichs (148,5 kHz bis 283,5 kHz) befand, konnte dieser nicht empfangen werden. Kanal 5 (307 kHz) konnte dagegen aufgrund großer Toleranzen im Empfangsbereich praktisch mit jedem Langwellengerät empfangen werden.